# Kevin McHattie
Kevin McHattie (Glenrothes, 15 luglio 1993) è un calciatore scozzese, difensore del Brechin City.

## Caratteristiche tecniche
Terzino sinistro, può giocare anche da difensore centrale.

## Carriera

### Club
Gli Hearts lo acquistano nell'estate del 2010 in cambio di circa 30000 €.

### Nazionale
Ha giocato nelle nazionali giovanili scozzesi Under-17 ed Under-21.

## Palmarès

### Club

#### Competizioni nazionali
- Scottish Championship: 1

Hearts: 2014-2015
- Scottish Challenge Cup: 1

Inverness: 2019-2020
- Highland Football League: 1

Brechin City: 2022-2023